# 角川ティーンズルビー文庫
角川ティーンズルビー文庫（かどかわティーンズルビーぶんこ）は、角川書店による少女向けのライトノベルを主に扱う文庫。
1999年に設立。従来あった角川ルビー文庫に対し、より低年齢層をターゲットにして創設された。当初は広範に少女小説を主体としたレーベルであったが、ボーイズラブの要素の強い作品もまだ色濃く残存していた。その後ファンタジーへと転向。2001年10月、1点刊行されたのを最後に休刊。全84冊。
現在の角川ビーンズ文庫の前身とも言われており、ビーンズ文庫の誕生とほぼ同時期に新作の発売は停止した。一部のファンタジー色の強い作品は、角川ビーンズ文庫で再刊されている。

## 主な作品
- CLAMP学園怪奇現象研究会事件ファイル (松本富之/CLAMP)
- 恋 (大川七瀬/岡崎武士)
- 山田太郎ものがたり (塚本裕美子/森永あい)
- まるマシリーズ（喬林知/松本テマリ） - 角川ビーンズ文庫へ移行
- ローゼンクロイツ 仮面の貴婦人（志麻友紀/さいとうちほ） - 角川ビーンズ文庫へ移行